# Elenchus koebelei
Elenchus koebelei är en insektsart som först beskrevs av Pierce 1908.  Elenchus koebelei ingår i släktet Elenchus och familjen stritvridvingar. Inga underarter finns listade i Catalogue of Life.